# The PTA Disbands
"The PTA Disbands" är avsnitt 21 från säsong sex av Simpsons. Avsnittet sändes på Fox i USA den 16 april 1995. I avsnittet börjar lärarna på Springfield Elementary School att strejka då de vill ha en bättre skolbudget, men rektor Seymour Skinner har problem att få in mer pengar till skolan. Lisa blir stressad över att inte få studera och Bart älskar att vara ledig hela tiden. Efter en tid bestämmer sig föräldrarna att de får låta de vuxna undervisa barnen tills konflikten är löst, vilket inte går så bra. Skolan bestämmer sig sedan att gå ihop med fängelset för att få in mer pengar till utbildningen. Avsnittet skrevs av Jennifer Crittenden och regisserades av Swinton O. Scott III. Marcia Wallace gästskådespelade som Edna Krabappel.

## Handling
Efter att Springfield Elementary School inte hade råd att besöka ett utflyktsmål utan fick titta på utanför grindarna där Üter blir kvarglömd samt serverad usel mat klagar Edna Krabappel hos Seymour Skinner över deras dåliga resurser och nämner böckerna de använder i undervisningen. Hon får inget gehör utan uppmanar lärarna till en vild strejk på grund av den dåliga skolbudgeten. Lisa blir frustrerad över att hon inte får lära sig saker och få betyg, Milhouse får hemundervisning av föräldrarna, Jimbo Jones börjar kolla på såpoperor med sin mamma, Dolph och Kearney börjar spela TV-spel och Bart börjar busa mera på fritiden och vara uppe på nätterna. Bart ser också till att det tar längre tid att lösa konflikten genom reta upp de båda sidorna. Det blir ett möte med personalen och föräldrarna där de får reda på orsaken till strejken, den dåliga budgeten, men de vill inte ha högre skatt. Föräldrarna kommer fram till att de andra vuxna får utbilda barnen tills konflikten är löst. Skolan öppnas igen men vikarierna är inte bra som lärare. Bart får alla vikarier att sluta tills Marge blir hans nya lärare och blir retad för det och Jasper blir Lisas nya lärare. Bart slutar busa i skolan eftersom Marge är hans lärare och han inser att måste få lärarna att börja undervisa igen. Bart tar hjälp av familjen och låser in Skinner och Edna tills de löst konflikten. De kommer på efter en tid att de kan låta fängelset hyra in sig hos dem. Skolan får in mer pengar och Snake Jailbird blir polare med Bart.

## Produktion
Avsnittet skrevs av Jennifer Crittenden. Hon kom med idén till författarna att lärarna borde strejka. David Mirkin insåg att avsnittet kunde ha  en stor potential, och mycket baserades på hans erfarenheter med barn som går i skolor som har slut på pengar. Titeln kom från Mirkin som ville lura tittarna på handlingen när de fick se titeln. Mirkin la därför in en ny rollfigur som blev upprörd då han insåg vad som hänt men återvände då Ned Flanders lugnade honom. Avsnittet regisserades av Swinton O. Scott III. I första scenen i avsnittet åker barnen en buss som skakar för att ge intrycket att den inte hade några stötdämpare. Scott tyckte att scenen var svår att animnera eftersom de fick göra så det såg ut som kameran skakade. Marcia Wallace gästskådespelade som Edna Krabappel.

## Kulturella referenser
Då skolan kommer till Fort Springfield kraschar bussen i en kanon som är riktad mot ett vakttorn som i F Troop, till skillnad från i den serien förstörs inte tornet. Üter blir kvarglömd och blir jagad som en hänvisning till Von Ryans express. Milhouses lärare då han har hemundervisning baserades på Tony Randall. Då Edna berättar för Skinner om att skolan har bara böcker som är förbjudna av andra skolor påpekar Skinner att barnen måste lära sig om Tekwwr för eller senare som en referens till William Shatners böcker. Andra böcker är Sexus (The Rosy Crucifixion), Hop on Pop, Satansverserna - Junior Illustrated Edition, 40 Years of Playboy, Steal This Book och The Theory of Evolution. Bart berättar för Skinner att Edna sa till honom att Skinner kommer ge upp snabbare än Stålmannen på tvättdagen. Scenen är en av David Silvermans favoriter från serien Gabe Kaplan är en vikarierna som Bart får att sluta. Bankmannen som berättar att pengarna är i Bills och Freds hus är baserad på George Bailey i Livet är underbart.

## Mottagande
Avsnittet hamnade på plats 69 över mest sedda program under veckan med en Nielsen ratings på 7.1. Det var det åttonde mest sedda programmet på Fox under veckan. I boken I Can't Believe It's a Bigger and Better Updated Unofficial Simpsons Guide har Warren Martyn och Adrian Wood ansett att avsnittet kanske är det bästa skolavsnittet. Colin Jacobson från DVD Movie Guide har i sin recension om säsongen skrivit att han gillar hur Bart och Lisa hanterar strejken på olika sätt. Han anser att avsnittet slutar lite plötsligt men på ett positivt sätt. Hos TV Squad har Adam Finley sagt att Bart älskar strejken medan Lisa får panik över att inte få betyg och tappar sin hjärnfunktion. Under 2004 då röstskådespelarna strejkade i serien citerade The Scotsman ett citat från Homer i avsnittet. Han säger att om de inte gillar jobbet, strejka inte, gå till jobbet och gör det halvdåligt, det är det amerikanska sättet. De ville öka sin lön från 125 000 dollar per avsnitt till 360 000 dollar. Samma citat användes av Michael Schneider i Daily Variety.
Från University of the Sciences in Philadelphia har Paul Halpern diskuterat avsnittet i boken What's Science Ever Done for Us?: What the Simpsons Can Teach Us About Physics, Robots, Life, and the Universe. Halpern berättar om Lisas maskin att den åker fortare och fortare vilket Homer inte gillar. Den 26 juli 2007 publicerade Nature avsnittet som en av de tio bästa med temat vetenskap i seriens historia. Avsnittet har citerats av Robert M. Arkin och Philip J. Mazzocco i The Psychology of The Simpsons. Arkin och Mazzocco noterade där hur Edna och Seymour bråkar om att barnen inte har någon framtid och Skinner ber dem att bevisa att han har fel.